# 22e étape du Tour d'Italie 1999
La 22e étape du Tour d'Italie 1999 s'est déroulée le 6 juin dans la région de la Lombardie. Le parcours de 170 kilomètres était disputé entre Darfo Boario Terme, dans la province de Brescia, et Milan. Elle est remportée par l'Italien Fabrizio Guidi de la formation italienne Polti.

## Récit
Sans avoir remporté la moindre étape et en ayant porté le maillot rose pendant une seule étape, Ivan Gotti remporte ce Giro que tout le monde destinait à Marco Pantani. L'étape est remportée au sprint par le coéquipier du vainqueur final Fabrizio Guidi. Laurent Jalabert enlève le classement par points et Chepe Gonzalez le classement du meilleur grimpeur.

## Classement de l'étape
| \| 1. \| Fabrizio Guidi \| \| Polti \| en \| \| \| 2. \| Dario Pieri \| \| Navigare \| + \| 0 s \| \| 3. \| Massimo Strazzer \| \| Mobilvetta \| \| m.t. \| |                  |  |            |    |      |
| 1. | Fabrizio Guidi   |  | Polti      | en |      |
| 2. | Dario Pieri      |  | Navigare   | +  | 0 s  |
| 3. | Massimo Strazzer |  | Mobilvetta |    | m.t. |

## Classement général
| \| 1. \| Ivan Gotti \| \| Polti \| en \| \| \| 2. \| Paolo Savoldelli \| \| Saeco \| + \| 3 min 35 s \| \| 3. \| Gilberto Simoni \| \| Ballan \| \| 3 min 36 s \| |                  |  |        |    |            |
| 1. | Ivan Gotti       |  | Polti  | en |            |
| 2. | Paolo Savoldelli |  | Saeco  | +  | 3 min 35 s |
| 3. | Gilberto Simoni  |  | Ballan |    | 3 min 36 s |